# Eintracht Norderstedt

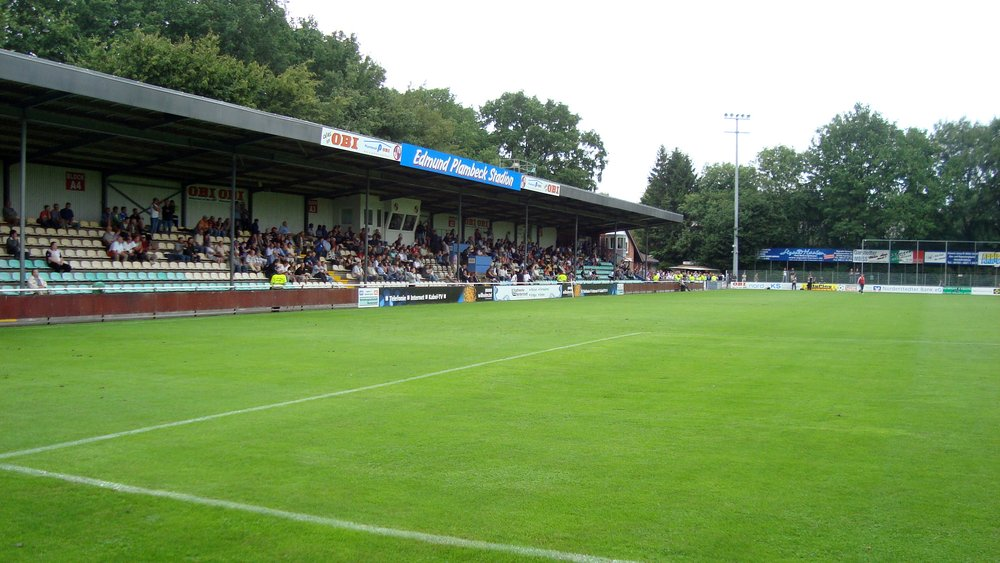
Het Edmund-Plambeck-Stadion

FC Eintracht Norderstedt 03 is een Duitse voetbalclub uit het Norderstedt.
De geschiedenis van de club gaat terug tot 2 november 1945 waarop in het dorp Garstedt (Norderstedt bestond nog niet) de club SV Eintracht Garstedt opgericht werd. De club speelde in de lagere reeksen en toen in 1970 Garstedt samen met de dorpen Harksheide, Friedrichsgabe en Glashütte de stad Norderstedt vormde, werd de nieuwe club 1. SC Norderstedt opgericht waarin Eintracht Garstedt opging. De club werkte zich op tot de Regionalliga Nord en later na meerdere herstructureringen de Regionalliga Nordost. Na het seizoen 2002/03 ging de club failliet. Direct werd navolger FC Eintracht Norderstedt 03 opgericht. In 2008 werd de Oberliga Hamburg weer bereikt en in 2013 promoveerde de club naar de Regionalliga Nord.

## Seizoensresultaten vanaf 1948
| Seizoen               | Competitie                          | Niveau             | Eindstand          | DFB Pokal          | Opmerking                                                                                 |
| Eintracht Garstedt    | Eintracht Garstedt                  | Eintracht Garstedt | Eintracht Garstedt | Eintracht Garstedt | Eintracht Garstedt                                                                        |
| --------------------- | ----------------------------------- | ------------------ | ------------------ | ------------------ | ----------------------------------------------------------------------------------------- |
| 1947/48               | Bezirksklasse Hansa                 | III                | 8                  | --                 |                                                                                           |
| 1948/49               | Bezirksliga Hammonia                | III                | 11                 | --                 |                                                                                           |
| 1949/50               | Kreisklasse Hamburg Nord            | IV                 | 10                 | --                 |                                                                                           |
| 1950/51               | A-Klasse Hamburg St. 3              | V                  | 2                  | --                 |                                                                                           |
| 1951/52               | Kreisklasse Hamburg Nord            | IV                 | 13                 | --                 |                                                                                           |
| 1952/53               | Kreisklasse Hamburg Nord            | IV                 | 16                 | --                 |                                                                                           |
| 1953/54               | Bezirksklasse Walddörfer            | IV                 | 8                  | --                 |                                                                                           |
| 1954/55               | Bezirksklasse Walddörfer            | IV                 | 4                  | --                 |                                                                                           |
| 1955/56               | Bezirksklasse Walddörfer            | IV                 | 3                  | --                 |                                                                                           |
| 1956/57               | Bezirksklasse Alster                | IV                 | 2                  | --                 |                                                                                           |
| 1957/58               | Bezirksklasse Alster                | IV                 | 2                  | --                 |                                                                                           |
| 1958/59               | Bezirksklasse Alster                | IV                 | 1                  | --                 |                                                                                           |
| 1959/60               | Verbandsliga Hammonia               | III                | 9                  | --                 |                                                                                           |
| 1960/61               | Verbandsliga Hammonia               | III                | 10                 | --                 |                                                                                           |
| 1961/62               | Verbandsliga Hammonia               | III                | 7                  | --                 |                                                                                           |
| 1962/63               | Verbandsliga Hammonia               | III                | 12                 | --                 |                                                                                           |
| 1963/64               | Verbandsliga Hammonia               | IV                 | 10                 | --                 | Invoering Bundesliga                                                                      |
| 1964/65               | Verbandsliga Hamburg Germania       | IV                 | 13                 | --                 |                                                                                           |
| 1965/66               | Bezirksliga Alster                  | V                  | 9                  | --                 |                                                                                           |
| 1966/67               | Bezirksliga Alster                  | V                  | 5                  | --                 |                                                                                           |
| 1967/68               | Bezirksliga Alster                  | V                  | 10                 | --                 |                                                                                           |
| 1968/69               | Bezirksliga Alster                  | V                  | 7                  | --                 |                                                                                           |
| 1969/70               | Bezirksliga Alster                  | V                  | 5                  | --                 |                                                                                           |
| 1970/71               | Verbandsliga Hamburg-Nord           | V                  | 1                  | --                 |                                                                                           |
| 1971/72               | Amateurliga Hamburg Hammonia        | IV                 | 12                 | --                 |                                                                                           |
| 1972/73               | Amateurliga Hamburg Hammonia        | IV                 | 12                 | --                 |                                                                                           |
| I. SC Norderstedt     |                                     |                    |                    |                    |                                                                                           |
| 1973/74               | Amateurliga Hamburg Hammonia        | IV                 | 2                  | --                 | invoering Oberliga Nord                                                                   |
| 1974/75               | Amateurliga Hamburg Hammonia        | V                  | 3                  | --                 |                                                                                           |
| 1975/76               | Amateurliga Hamburg Hansa           | V                  | 3                  | --                 |                                                                                           |
| 1976/77               | Amateurliga Hamburg Hansa           | V                  | 1                  | --                 |                                                                                           |
| 1977/78               | Landesliga Hamburg                  | IV                 | 11                 | --                 |                                                                                           |
| 1978/79               | Verbandsliga Hamburg                | IV                 | 15                 | --                 |                                                                                           |
| 1979/80               | Landesliga Hamburg Hansa            | V                  | 3                  | --                 |                                                                                           |
| 1980/81               | Landesliga Hamburg Hansa            | V                  | 4                  | --                 |                                                                                           |
| 1981/82               | Landesliga Hamburg Hansa            | V                  | 2                  | --                 |                                                                                           |
| 1982/83               | Landesliga Hamburg Hansa            | V                  | 3                  | --                 |                                                                                           |
| 1983/84               | Landesliga Hamburg Hansa            | V                  | 2                  | --                 |                                                                                           |
| 1984/85               | Verbandsliga Hamburg                | IV                 | 12                 | --                 |                                                                                           |
| 1985/86               | Verbandsliga Hamburg                | IV                 | 2                  | --                 | 3e in promotieserie A met Atlas Delmenhorst, VfR Osterode 08 en Itzehoer SV               |
| 1986/87               | Verbandsliga Hamburg                | IV                 | 2                  | --                 | 1e in promotieserie A met VfB Lübeck, VfL Herzlake en VfR Osterode 08                     |
| 1987/88               | Oberliga Nord                       | III                | 15                 | --                 |                                                                                           |
| 1988/89               | Oberliga Nord                       | III                | 9                  | --                 |                                                                                           |
| 1989/90               | Oberliga Nord                       | III                | 8                  | --                 |                                                                                           |
| 1990/91               | Oberliga Nord                       | III                | 6                  | --                 |                                                                                           |
| 1991/92               | Oberliga Nord                       | III                | 4                  | --                 |                                                                                           |
| 1992/93               | Oberliga Nord                       | III                | 2                  | --                 | 4e in promotieserie met TSV 1860 München, SSV Ulm 1846 en Kickers Offenbach               |
| 1993/94               | Oberliga Nord                       | III                | 15                 | --                 |                                                                                           |
| 1994/95               | Oberliga Hamburg/Schleswig-Holstein | IV                 | 2                  | --                 | Winnaar Hamburger Pokal > FC St. Pauli II: 5-4 n.s.                                       |
| 1995/96               | Regionalliga Nord                   | III                | 13                 | 1e ronde           | < SG Wattenscheid 09: 0-1                                                                 |
| 1996/97               | Regionalliga Nord                   | III                | 7                  | --                 |                                                                                           |
| 1997/98               | Regionalliga Nord                   | III                | 16                 | --                 |                                                                                           |
| 1998/99               | Regionalliga Nord                   | III                | 12                 | --                 | Winnaar Hamburger Pokal > Hamburger SV II: 2-1 n.v.                                       |
| 1999/00               | Regionalliga Nord                   | III                | 12                 | 2e ronde           | < VfB Stuttgart, 0-3; Herstructurering Regionalliga's van 4 naar 2 klassen                |
| 2000/01               | Oberliga Hamburg/Schleswig-Holstein | IV                 | 4                  | --                 |                                                                                           |
| 2001/02               | Oberliga Hamburg/Schleswig-Holstein | IV                 | 3                  | --                 |                                                                                           |
| 2002/03               | Oberliga Hamburg/Schleswig-Holstein | IV                 | 18                 | --                 | Teruggetrokken uit de lopende competitie na faillissement                                 |
| Eintracht Norderstedt |                                     |                    |                    |                    |                                                                                           |
| 2003/04               | Kreisliga Hamburg-7                 | VIII               | 1                  | --                 | Doorstart onder de naam FC Eintracht Norderstedt von 2003                                 |
| 2004/05               | Bezirksliga Hamburg-Nord            | VII                | 1                  | --                 |                                                                                           |
| 2005/06               | Landesliga Hansa                    | VI                 | 1                  | --                 |                                                                                           |
| 2006/07               | Hamburg-Liga                        | V                  | 11                 | --                 |                                                                                           |
| 2007/08               | Hamburg-Liga                        | V                  | 3                  | --                 |                                                                                           |
| 2008/09               | Oberliga Hamburg                    | V                  | 8                  | --                 |                                                                                           |
| 2009/10               | Oberliga Hamburg                    | V                  | 10                 | --                 |                                                                                           |
| 2010/11               | Oberliga Hamburg                    | V                  | 6                  | --                 |                                                                                           |
| 2011/12               | Oberliga Hamburg                    | V                  | 6                  | --                 |                                                                                           |
| 2012/13               | Oberliga Hamburg                    | V                  | 4                  | --                 | 2e in promotieserie met SV Eichede, USI Lupo Martini Wolfsburg en Brinkumer SV.           |
| 2013/14               | Regionalliga Nord                   | IV                 | 10                 | --                 |                                                                                           |
| 2014/15               | Regionalliga Nord                   | IV                 | 6                  | --                 |                                                                                           |
| 2015/16               | Regionalliga Nord                   | IV                 | 11                 | --                 | Winnaar Hamburger Pokal > Altona 93: 4-1 n.v.                                             |
| 2016/17               | Regionalliga Nord                   | IV                 | 7                  | 1e ronde           | < SpVgg Greuther Fürth: 1-4 ; Winnaar Hamburger Pokal > SV Halstenbek-Rellingen: 2-1 n.v. |
| 2017/18               | Regionalliga Nord                   | IV                 | 9                  | 1e ronde           | < VfL Wolfsburg: 0-1                                                                      |
| 2018/19               | Regionalliga Nord                   | IV                 | 13                 | --                 | Finalist Hamburger Pokal > TuS Dassendorf: 1-2                                            |
| 2019/20               | Regionalliga Nord                   | IV                 | 5                  | --                 | Winnaar Hamburger Pokal > TSV Sasel: 5-1; competitie afgebroken i.v.m. coronapandemie     |
| 2020/21               | Regionalliga Nord                   | IV                 | 2                  | 1e ronde           | < Bayer 04 Leverkusen: 0-7 uit; competitie afgebroken i.v.m. coronapandemie               |
| 2021/22               | Regionalliga Nord                   | IV                 | 12                 | 1e ronde           | < Hannover 96: 0-4; 8e Groep Noord                                                        |
| 2022/23               | Regionalliga Nord                   | IV                 | 10                 | --                 |                                                                                           |
| 2023/24               | Regionalliga Nord                   | IV                 | 13                 | --                 |                                                                                           |
| 2024/25               | Regionalliga Nord                   | IV                 | 12                 | --                 | Winnaar Hamburger Pokal > USC Paloma Hamburg: 0-0 (5-4 n.s.)                              |
| 2025/26               | Regionalliga Nord                   | IV                 | .                  | 1e ronde           | < FC St. Pauli: 2-3 n.v.                                                                  |

## Bekende (oud-)spelers
- Aladji Barrie